# Jan Kazimierz Denhoff
Jan Kazimierz Denhoff herbu Dzik (ur. 6 czerwca 1649 w Warszawie, zm. 20 czerwca 1697 w Rzymie) – opat komendatoryjny mogilski 1666, kanonik warszawski, dziekan płocki, kanonik krakowski 1681, kardynał 1686, biskup Ceseny 1688; autor kilku dzieł teologicznych, rezydent Rzeczypospolitej w Państwie Kościelnym w latach 1682–1686.

## Życiorys
Urodził się jako syn ówczesnego dworzanina królewskiego Teodora Denhoffa i Katarzyny Franciszki von Bessen. Chrzestnym ojcem przyszłego kardynała został były kardynał, a wtedy już król polski – Jan II Kazimierz Waza.
Młody Denhoff podstawy edukacji zdobył w Kolegium Jezuitów w Pułtusku.
W czasach Jana III Sobieskiego Jan Kazimierz Denhoff reprezentował polskie interesy w Stolicy Apostolskiej. Po zwycięstwie pod Wiedniem (1683) w imieniu króla wręczył papieżowi Innocentemu XI zdobyty na Turkach sztandar Mahometa, który zawieszono pod sklepieniem bazyliki św. Jana na Lateranie, a także inne trofea oraz list zaczynający się od słów: „Venimus, vidimus, Deus vicit”.
Jadąc do Rzymu Denhoff podjął starania o sprowadzenie do Polski zakonu trynitarzy. Przybyłym zakonnikom szczególną opiekę okazała m.in. matka kardynała Denhoffa oraz szwagier – Marcin Kątski.
W 1686 Jan Kazimierz Denhoff otrzymał godność kardynała prezbitera (kościół tytularny: San Giovanni a Porta Latina). Był kamerlingiem Kolegium Kardynalskiego w latach 1695–1696. Krótko przed śmiercią zrezygnował z diecezji Cesena.

## Galeria

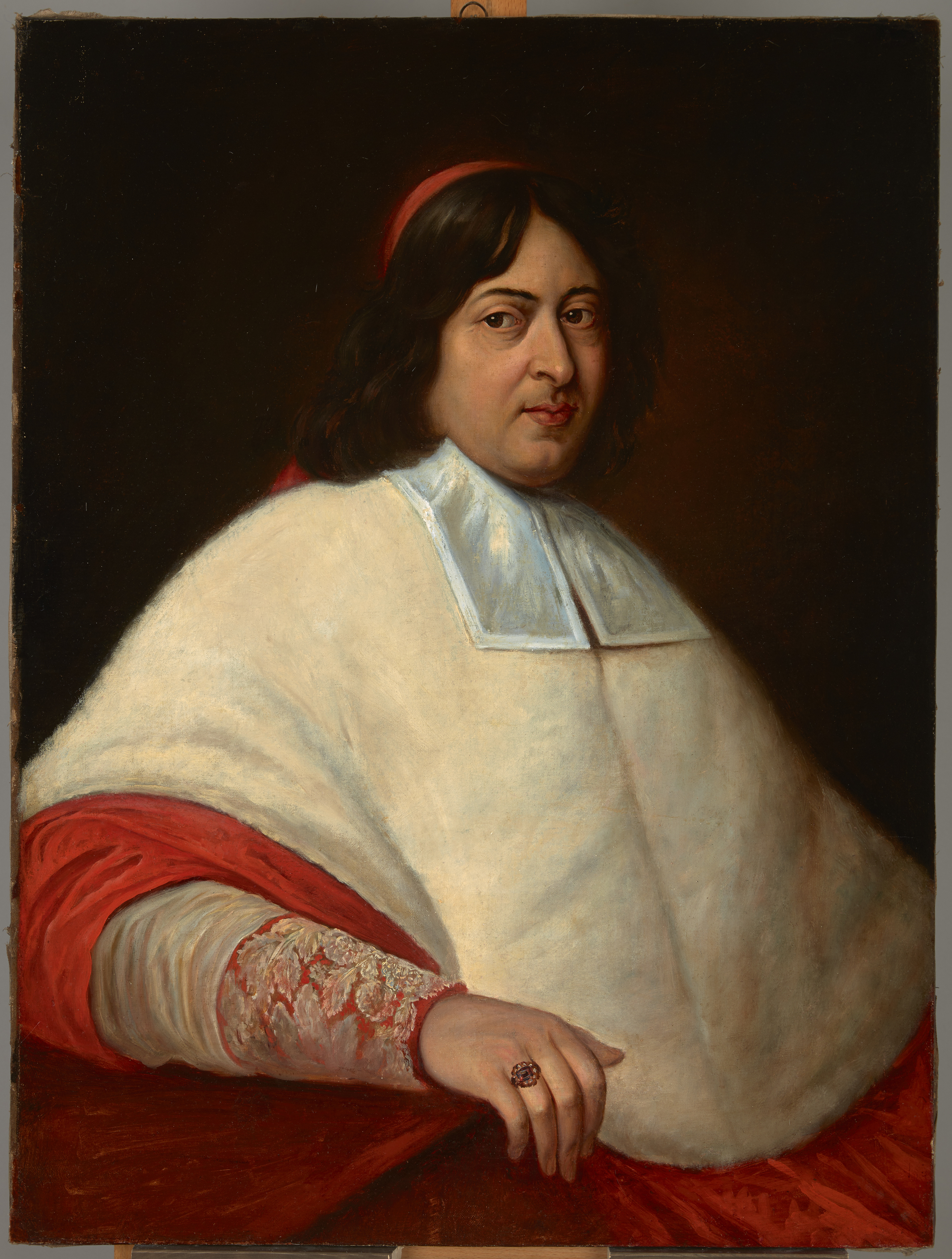
Portret kardynała Jana Kazimierza Denhoffa, 1694, Muzeum Narodowe w Krakowie (Pałac biskupa Erazma Ciołka)
Jan Matejko, Jan Sobieski pod Wiedniem, 1882–1883. Na tym obrazie król Jan III Sobieski wręcza list kanonikowi Denhoffowi, wysłannikowi papieża Innocentego XI z wiadomością o pokonaniu wojsk tureckich u bram Wiednia